# СПАСИБО
『СПАСИБО』（スパシーバ）はBluem of Youthの3枚目のオリジナル・アルバム。2000年3月15日にSony Recordsから発売された。

## 解説
1999年3月、日本テレビのバラエティ番組『雷波少年』の崖っぷちバンド企画「雷波少年系ラストツアー」に参加、ロシアでの長期滞在中に制作された9thシングル「ラストツアー 〜約束の場所へ〜」を含む新譜。
アルバムタイトルの「スパシーバ」の意味は、ロシア語で「ありがとう」。

## チャート成績
Epic/RecordsからSony Recordsへレーベル移籍後のアルバム第一弾作品となりオリコンチャート12位を獲得。

## 収録曲
特記以外　作詞・作曲・編曲：Bluem of Youth
1. 絶望の小径（Instrumental） (1:39)
2. error (3:58)
3. ラストツアー 〜約束の場所へ〜 (5:09)
  - 9thシングル。
4. River (5:08)
5. Just go the dirtway (4:27)
6. You don't know my heart (5:29)
7. ALIVE (4:52)
8. Never be afraid (4:23)
9. 恋のバカンス (2:00)
  - 作詞：岩谷時子／作曲：宮川泰
  - 演奏：東京スカパラダイスオーケストラ
10. 幸せになりたい (4:26)
11. Stairway (5:23)
  - 10thシングル。
12. Yes,we're alone (4:14)
  - 9thシングルのカップリング曲。
13. 道の果て (6:40)
14. ラストツアー 〜約束の場所へ〜 (日本武道館 Live Version) (7:17)
  - 9thシングルのライブバージョン。